# Johanna Jachmann-Wagner

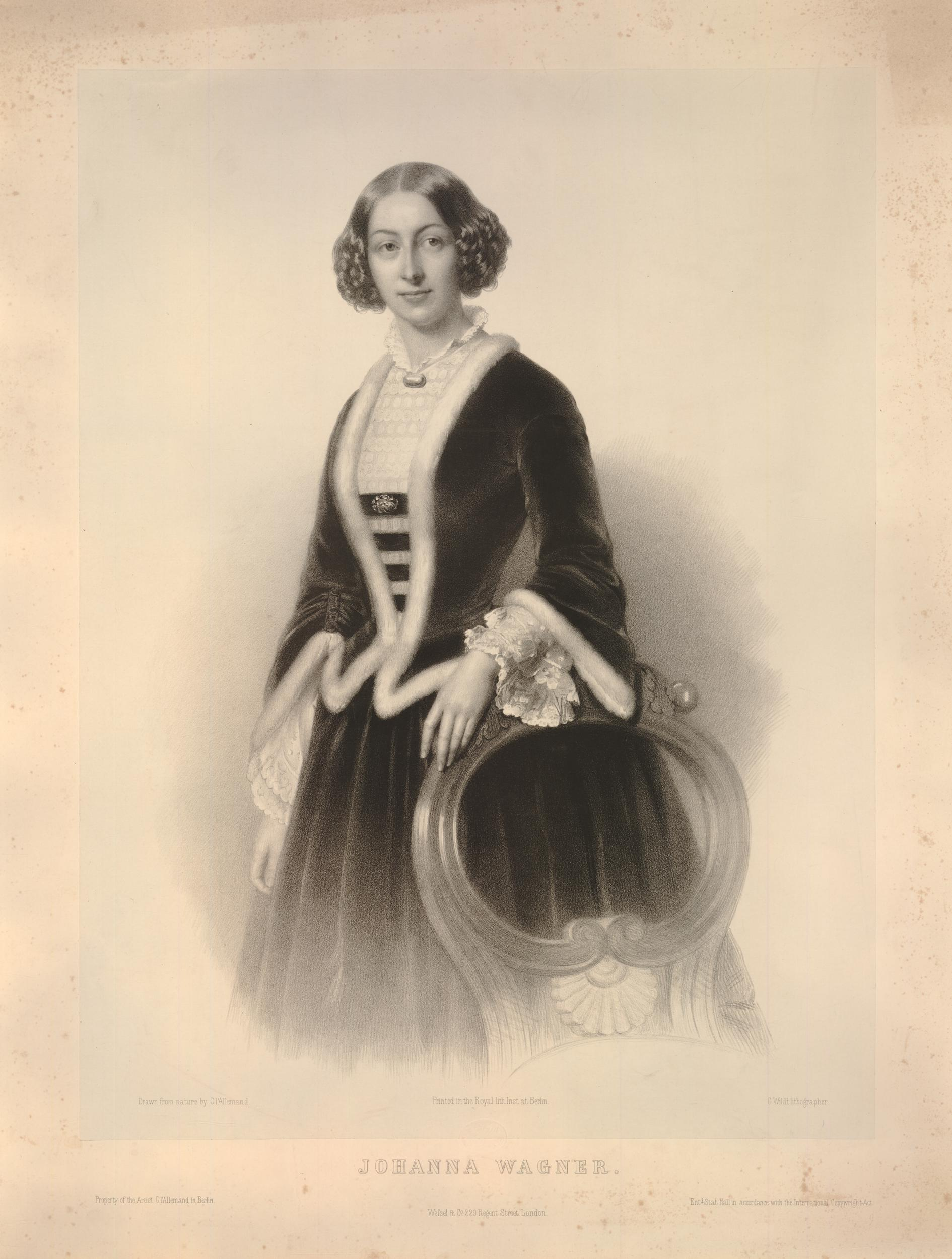
Johanna Jachmann-Wagner.

Johanna Jachmann-Wagner, född 13 oktober 1826 i Seelze, död 16 oktober 1894 i Würzburg, var en tysk operasångerska (sopran/alt) och sångpedagog. Hon utnämndes till kammarsångerska 1853. Wagners adoptivfarbror var kompositören Richard Wagner.

## Biografi
Wagner var oäkta dotter till operasångerskan Elise Gollmann och en hannoversk löjtnant vid namn Bock von Wülfingen. Modern gifte sig senare med kompositören Richard Wagners bror, operasångaren Albert Wagner, som lät adoptera flickan. Efter att scendebuterat i en barnroll 1832, eftersträvade Wagner att bli operasångerska, och framträdde 1841 som Urbain i Hugenotterna på Schlosstheater i Ballenstedt.
Efter att Richard Wagner 1843 hört brorsdottern i rollen som Myrrha i Das unterbrochene Opferfest, rekommenderade han henne för Semperoper i Dresden, vid vilken han var kapellmästare, och operan anställde henne följande år. I Dresden medverkade Wagner 1845 vid uruppförandet av Tannhäuser, i vilken hon kreerade Elisabeth; en roll hon instuderat tillsammans med Richard Wagner. Bland motspelarna var Wilhelmine Schröder-Devrient och Josef Tichatschek. Kompositören planerade hålla premiären på hennes födelsedag, men på grund av sjukdom hos en av sångarna fick föreställningen uppskjutas till den 19 oktober.
1846 anträdde hon en studieresa till Paris, varest hon läste för Marco Bordogni och Pauline Viardot-Garcia. Återkommen till hemlandet tog hon 1848 anställning vid Hamburgs stadsteater. 1852 skulle hon gästspelat på Covent Garden Opera i London, men detta förhindrades av impressarion vid Her Majesty's Theatre, Benjamin Lumley. Mellan 1850 och 1861 var Wagner engagerad vid Staatsoper under den Linden, där hon medverkade vid premiären av Heinrich Dorns Die Nibelungen 1854, Dors En dag i Ryssland 1856 och Wilhelm Tauberts Macbeth 1857. Vidare sjöng hon partierna av Elisabeth i Tannhäuser och Ortrud i Lohengrin när dessa hade premiär på operan 1856 respektive 1859. På återbesök i London 1856 gästspelade hon på Her Majesty's Theatre och innehade bland annat titelrollen i Tancredi.
Oväntat förlorade hon sångrösten 1861 och kunde under följande nio år endast uppträda som skådespelare. Först 1870 återfick hon rösten, och 1872 sjöng hon Beethovens nionde symfoni som altsolo vid grundstensläggningen till Richard-Wagner-Festspielhaus i Bayreuth. 1876 sjöng hon på de första Bayreuthfestspelen. Wagner var 1882–1884 verksam som sångpedagog vid musikhögskolan i München och utövade därefter samma profession i Berlin.
Hon var sedan 1859 gift med ett lantråd vid namn Jachmann. Wagners sångröst beskrevs som en förening av alt- och sopranstämmorna med en välaccentuerad deklamation. Richard Wagner skulle haft hennes röst i åtanke då han komponerade Brünnehildes parti i Nibelungens ring.